# Gerutu
Gerutu,  of white seraya, is een houtsoort afkomstig van Parashorea (familie  Dipterocarpaceae), in Maleisië. De soorten die het leveren zijn bedreigd.
Het rozebruin kernhout en grijsachtige spinthout wordt gebruikt voor binnenschrijnwerk en verpakkingsmateriaal.